# Podium (geslacht)
Podium is een geslacht van vliesvleugelige insecten uit de familie van de langsteelgraafwespen (Sphecidae).
De wetenschappelijke naam van dit geslacht werd in 1804 gepubliceerd door Johann Christian Fabricius. Fabricius beschreef in zijn werk de soorten Podium rufipes en Podium rufiventre (tegenwoordig een synoniem voor Trigonopsis rufiventris).

## Soorten[2]
- Podium agile Kohl, 1902
- Podium angustifrons Kohl, 1920
- Podium aureosericeum Kohl, 1902
- Podium batesianum W. Schulz, 1904
- Podium bugabense Cameron, 1888
- Podium chalybaeum Kohl, 1902
- Podium denticulatum F. Smith, 1856
- Podium eurycephalum Ohl, 1996
- Podium foxii Kohl, 1902
- Podium friesei Kohl, 1902
- Podium fulvipes Cresson, 1865
- Podium fumigatum Perty, 1833
- Podium intermissum Kohl, 1902
- Podium iridescens Kohl, 1902
- Podium kohlii Zavattari, 1908
- Podium krombeini Bohart & Menke, 1963
- Podium luctuosum F. Smith, 1856
- Podium opalinum F. Smith, 1856
- Podium plesiosaurus (Smith, 1873)
- Podium rufipes Fabricius, 1804
- Podium sexdentatum Taschenberg, 1869
- Podium tau (Dalla Torre, 1897)
- Podium trigonopsoides Menke, 1973